# Julian Nott
Julian Nott (* 23. August 1960 in London, England) ist ein britischer Filmkomponist, hauptsächlich von animierten Filmen. Bekannt wurde er durch seine Arbeit in den Wallace-&-Gromit-Filmen, darunter den 2005 veröffentlichten Film Wallace & Gromit – Auf der Jagd nach dem Riesenkaninchen.
Er ist der Sohn von John Nott, dem britischen Staatssekretär für Verteidigung während des Falkland-Krieges.
Nott studierte Musik sowie Politik und Wirtschaftswissenschaften an der Oxford University. Anschließend nahm er an der British National Film and Television School teil. Dort traf er den Schöpfer der Wallace & Gromit-Serie, Nick Park.
Im Jahr 2006 gewann Nott einen Annie Award für seine Arbeit in Curse of the Were-Rabit. Im Jahr zuvor erhielt er eine Auszeichnung der International Film Music Critics Association für seine Arbeit an Wallace & Gromit – Auf der Jagd nach dem Riesenkaninchen.

## Filmografie (Auswahl)
- 1988: The Hill Farm
- 1989: Wallace & Gromit – Alles Käse (A Grand Day Out)
- 1992: Swords at Teatime
- 1993: Die kleine Raupe Nimmersatt (The Very Hungry Caterpillar)
- 1993: The Village
- 1993: Wallace & Gromit – Die Techno-Hose (The Wrong Trousers)
- 1993: Not Without My Handbag
- 1994: Ein Mann ohne Bedeutung (A Man of No Importance)
- 1995: Mutters Courage
- 1995: Wallace & Gromit – Unter Schafen (A Close Shave)
- 1996: Reef Encounter
- 1997: Flatworld
- 1997: Stage Fright
- 1998: Jolly Roger
- 2001: Ein Weihnachtsmärchen (Christmas Carol: The Movie)
- 2001: Weak at Denise
- 2002: Wallace & Gromit – Großartige Gerätschaften (Wallace & Gromit’s Cracking Contraptions)
- seit 2004: Peppa Wutz (Peppa Pig, Fernsehserie)
- 2005: Wallace & Gromit – Auf der Jagd nach dem Riesenkaninchen (The Curse of the Were-Rabbit)
- 2008–2011: Lark Rise to Candleford (Fernsehserie, 38 Folgen)
- 2008: Wallace & Gromit – Auf Leben und Brot (A Matter of Loaf and Death)
- 2011: Wer ist die Braut? (The Decoy Bride)
- 2024: Wallace & Gromit – Vergeltung mit Flügeln (Wallace & Gromit: Vengeance Most Fowl)